# Orphénadrine
L'orphénadrine, vendue sous de nombreuses marques, est un médicament utilisé pour traiter les douleurs musculaires, notamment les lombalgies, et le parkinsonisme ,. Il est pris par voie orale ou par injection.

## Effets secondaires
Les effets secondaires courants sont la sécheresse de la bouche, l'accélération du rythme cardiaque, la rétention urinaire, la vision floue, les nausées, la somnolence et la constipation, d'autres effets secondaires peuvent inclure l'anaphylaxie . La sécurité pendant la grossesse n'est pas claire. C'est un anticholinergique et un antihistaminique . Son fonctionnement n'est pas tout à fait clair.

## Histoire
L'orphénadrine a été développée dans les années 1940 et approuvée pour un usage médical aux États-Unis en 1957,. Elle est disponible en tant que médicament générique . Au Royaume-Uni, 30 doses de 50 mg coûtent au NHS environ 56 livres sterling  à partir de 2021. Aux États-Unis, cette quantité coûte moins de 20 dollars américains.